# Arsin (district)
Arsin is een Turks district in de provincie Trabzon en telt 24.758 inwoners (2007). Het district heeft een oppervlakte van 183,0 km². Hoofdplaats is Arsin.
De bevolkingsontwikkeling van het district is weergegeven in onderstaande tabel.
| 1997   | 2000   | 2007   |
| ------ | ------ | ------ |
| 29.860 | 35.863 | 24.758 |